# Omor

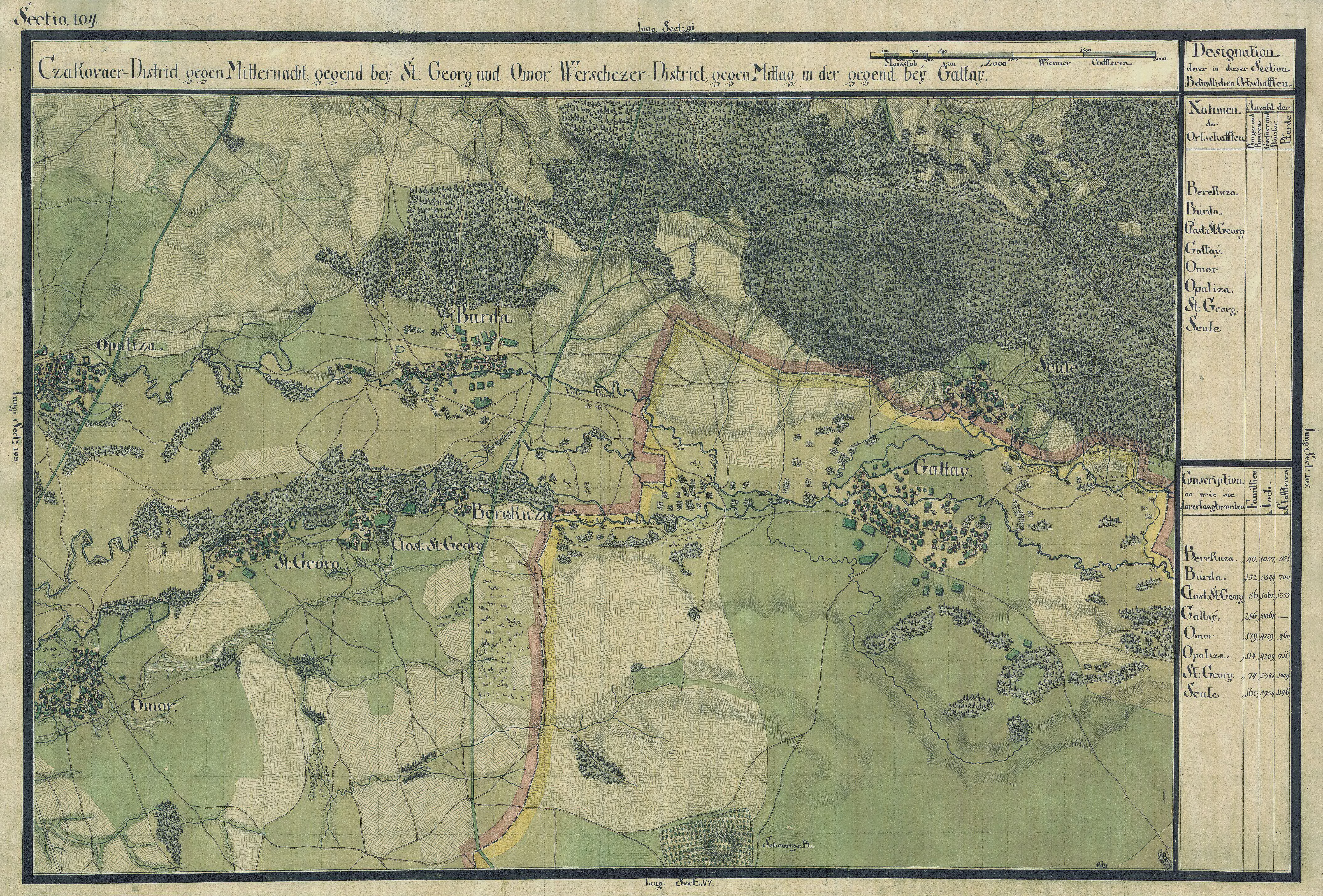
Omor egy régi térképen

Omor románul: Rovinița Mare, falu Romániában, a Bánságban, Temes megyében.

## Fekvése
Dettától északkeletre, a Berzava folyó bal partján fekvő település.

## Története
Omor nevét 1319-ben említette először oklevél Humur néven, Omori Gál mester tisztjének tiltakozó okiratában, mely szerint urának 1 kepe szénáját Gergely mester Szentgyörgybe vitte. 1341-ben  Vmur, 1343-ban Wmur ~ Vmur, 1808-ban Omor val., 1913-ban Omor néven említették.
1341-ben birtokosa Omori Gál mester volt, aki egy ekkor kelt oklevél szerint kiegyezett Towka temesi ispánnal. 1343-ban Gál mester fia László Temes és Krassó vármegyei birtokai (köztük Gatal: Gátalja) felét átengedte nővérének, Klárának és jegyesének: Szeri Pósa fia Balázsnak. 1370-ben birtokosa az Omori Cselnök ~ Csolnok család volt. 1394-ben pedig már plébániáját is említették. 
Az 1690-1700 közötti években a Marsigli-féle jegyzék a bokcsai kerületekben fekvő községek között sorolta fel. 1717-ben pedig a kamarai jegyzék szerint a csákovai kerületben feküdt, 60 lakott házzal. 1779-ben németek, és Szeged környéki katolikus magyarok telepedtek ide, ők alapították újra.
1838-ig földesura a kamara volt, majd a 19. század közepén a báró Dercsényi család vett itt birtokokat a kincstártól, a 20. század elején pedig özvegy Jäger Róbertné, a kincstár és a Brunner testvérek voltak birtokosai. A településen két úrilak is épült, közülük az egyiket Buchmann Alajos 1890-ben, a másikat a báró Dercsényi-család még a 19. század negyvenes éveiben építette. 1851-ben Fényes Elek írta a településről: „Omor, magyar-oláh falu, Temes vármegyében, a Berzava mellett, utolsó posta Detta. Van 500 katholikus, 400 óhitű lakosa, óhitű temploma, 28 2/8 egész úrbéri telke. Földje fekete porhanyó és gazdag termékenységű. Földesura a kamara.”
A trianoni békeszerződés előtt Temes vármegye Dettai járásához tartozott.
1910-ben 1499 lakosából 585 magyar, 517 német, 344 román volt. Ebből 1078 római katolikus, 28 református, 388 görög keleti ortodox volt.

## Nevezetességek
- Görög keleti temploma 1859-ben épült
- Római katolikus temploma 1884-ben épült